# Jozeph Enwoei Ho A Sjoe

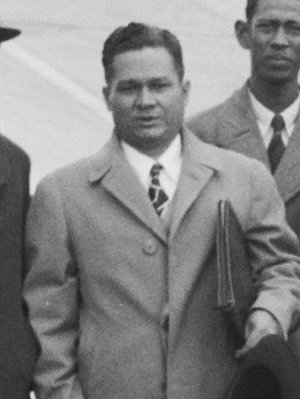
J.E. Ho A Sjoe (1946)

Jozeph Enwoei Ho A Sjoe ook wel Joseph En Woei Ho A Sjoe (Nickerie, 15 maart 1906 – Leiden, 8 juli 1958) was een Surinaams politicus en arts.
Hij werd geboren als zoon van Alphonsus Ho A Sjoe en Tjong Sie. In 1923 slaagde hij voor het eerste natuurkundige gedeelte van het geneeskundig examen. Zes jaar later deed hij hetzelfde voor het theoretisch heelkundig examen aan de Geneeskundige School in Paramaribo. Daarna werd aan hem de akte van bevoegdheid als heelkundige uitgereikt. In april 1930 slaagde hij ook voor het theoretisch en praktisch verloskundig examen. Kort daarvoor was hij al als tijdelijk districtsgeneesheer gaan werken met als standplaats station Constantia (district Commewijne). In 1934 werd zijn standplaats Nieuw-Amsterdam en vanaf 1937 was dat Friendship (district Coronie). Bij tussentijdse parlementsverkiezingen in 1945 behaalde Ho A Sjoe onvoldoende stemmen maar bij de reguliere parlementsverkiezingen van 1946 werd hij wel verkozen. Daarmee was hij het eerste Statenlid uit de Chinese bevolkingsgroep. Hij zou tot 1949 Statenlid blijven. Ho A Sjoe is in 1954 aan de Rijksuniversiteit Leiden gepromoveerd op het proefschrift 'Vaatwandveranderingen in het longslagadersysteem bij arteriële overvulling'. In 1955 leidde zijn benoeming tot waarnemend directeur-geneesheer van 's Lands Hospitaal tot een conflict omdat verwacht werd dat een ander daar benoemd zou worden. Terug in Leiden overleed hij in 1958 op 52-jarige leeftijd.